# Kuvelai
Kuvelai è un municipio dell'Angola appartenente alla provincia di Cunene. Ha 48.468 abitanti (stima del 2006) ed una superficie di 16.270 km².